# ماري ويب
ماري ويب (بالإنجليزية: Mary Webb)‏ (25 مارس 1881، شروبشاير في المملكة المتحدة - 8 أكتوبر 1927 في المملكة المتحدة)؛ شاعرة، كاتِبة وروائية بريطانية.

## روابط خارجية
- ماري ويب على موقع IMDb (الإنجليزية)
- ماري ويب على موقع الموسوعة البريطانية (الإنجليزية)
- ماري ويب على موقع ميوزك برينز (الإنجليزية)
- ماري ويب على موقع قاعدة بيانات الفيلم (الإنجليزية)